# Дацко, Фёдор Степанович

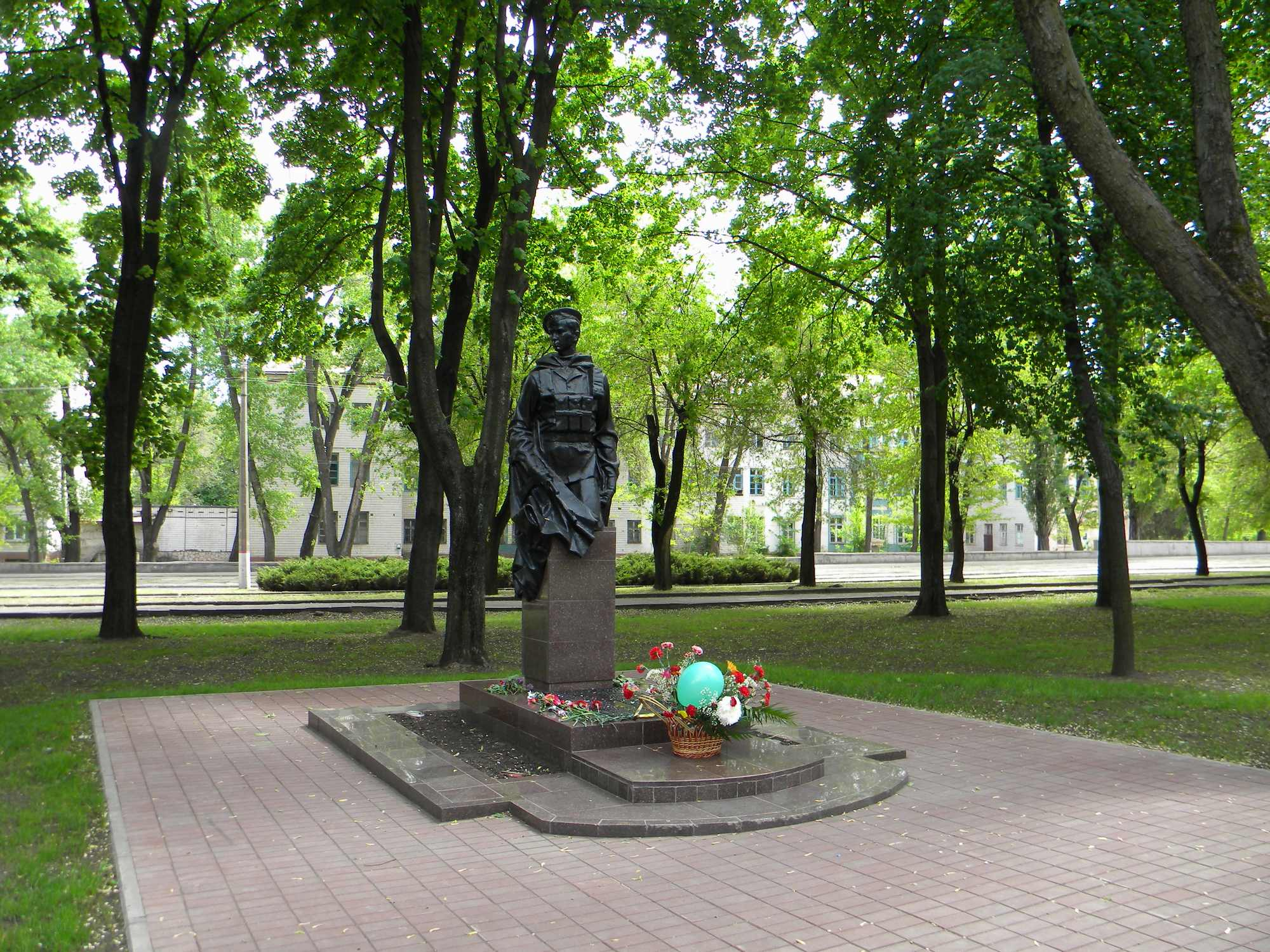
Имя на памятнике воинам-интернационалистам на Дзержинке (Кривой Рог)

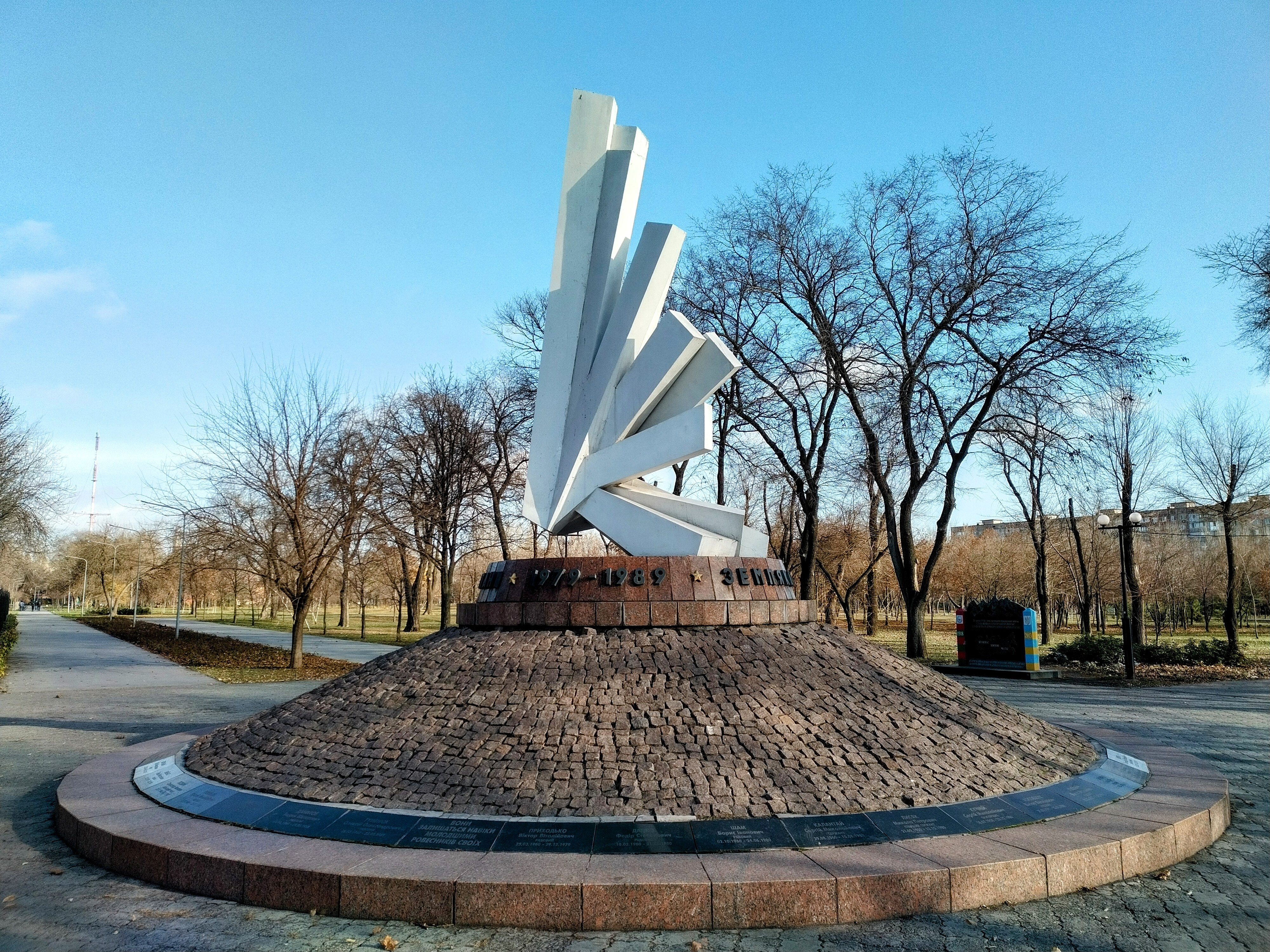
Имя на памятнике воинам-интернационалистам в Юбилейном парке (Кривой Рог)

Дацко Фёдор Степанович (10 февраля 1960, Кривой Рог, Днепропетровская область — 31 мая 1980, Афганистан) — советский военнослужащий, рядовой, участник боевых действий в Афганистане.

## Биография
Родился 10 февраля 1960 года в городе Кривой Рог Днепропетровской области в рабочей семье.
Окончил СПТУ в Кривом Роге, работал монтажником в спецуправлении «Металлургмонтаж» № 210 треста «Главметаллургмонтаж» на ЮГОКе.
3 мая 1979 года призван в Вооружённые силы СССР Ингулецким районным военным комиссариатом Кривого Рога. С декабря 1979 года проходил службу в Афганистане на должности наводчика орудия противотанкового взвода 3-го мотострелкового батальона 181-го мотострелкового полка (в/ч п.п. 51932).
Неоднократно принимал участие в боевых операциях в Афганистане. 24 мая 1980 года в составе артиллерийского расчёта поддерживал огнём действия мотострелкового батальона против укрепившегося противника на одной из высот. В этом бою он прямой наводкой поразил несколько огневых точек противника. В ходе сражения был тяжело ранен.
Умер от ран 31 мая 1980 года (по другим данным 26 мая).
Похоронен в городе Кривой Рог на Центральном кладбище.

## Награды
- Орден Красной Звезды (посмертно).

## Память
- Имя на памятнике воинам-интернационалистам Днепропетровщины, погибшим в Афганистане (Днепр);
- Имя на памятнике воинам-интернационалистам (Кривой Рог);
- Имя на памятнике воинам-интернационалистам в Юбилейном парке (Кривой Рог);
- В 1987 году установлена памятная доска на территории школы № 92 (Кривой Рог)[2]
- Именем назван тепловоз на ЮГОКе[1];
- Именем названа улица в Ингулецком районе Кривого Рога.